# Hà Lệ Diễm
Hà Lệ Diễm là nữ phóng viên, đạo diễn phim tài liệu người Việt Nam, cô từng giành giải Đạo diễn xuất sắc tại Liên hoan phim Việt Nam lần thứ 23. Diễm là 1 trong 10 gương mặt trẻ triển vọng năm 2022 do Trung ương Đoàn Thanh niên Cộng sản Hồ Chí Minh và Quỹ Hỗ trợ tài năng trẻ Việt Nam bình chọn.

## Tiểu sử
Hà Lệ Diễm sinh năm 1992 trong gia đình người Tày tại Bản Bung, xã Dương Quang, thành phố Bắc Cạn. Ông nội cô là một giáo viên tiểu học tại địa phương.
Hà Lệ Diễm tốt nghiệp khóa K64 khoa Báo chí của Đại học Khoa học Xã hội và Nhân văn, Đại học Quốc gia Hà Nội, sau khi ra trường, cô có làm việc tại mốt tòa soạn nhưng cảm thấy công việc không phù hợp.

## Sự nghiệp
Năm 2011 cô đăng ký khóa học làm phim tài liệu tại Trung tâm hỗ trợ Phát triển tài năng Điện ảnh (TPD). Bộ phim tài liệu ngắn đầu tay của Diễm là Con đi trường học đã giành được giải Cánh diều bạc của Giải Cánh diều 2013 - giải thưởng cao nhất hạng mục phim ngắn năm đó. Năm 2016, cô theo học một khoá làm phim tài liệu tại Varan Việt Nam.
Năm 2017, Hà Lệ Diễm bắt đầu thực hiện bộ phim tài liệu độc lập Những đứa trẻ trong sương với sự tư vấn từ giáo viên của Varan Việt Nam, bộ phim được hoàn tất vào năm 2021.
Những đứa trẻ trong sương sau đó đã giành được hơn 10 giải thưởng điện ảnh trong nước và quốc tế, riêng Diễm giành hai giải Đạo diễn xuất sắc của Liên hoan phim tài liệu Quốc tế Amsterdam (IDFA) và Liên hoan phim Việt Nam. Bộ phim lọt vào danh sách đề cử rút gọn của hạng mục Phim tài liệu xuất sắc của Giải Oscar lần thứ 95 và nằm trong danh sách 20 bộ phim tài liệu năm 2022 của tạp chí Paste Magazine.
Tháng 2 năm 2022, Diễm có tên trong danh sách Under 30 của Forbes Việt Nam, nhưng ít ngày sau cô đã xin rút tên khỏi danh sách sau khi Forbes Việt Nam xử lý không thỏa đáng vụ bê bối của Ngô Hoàng Anh.
Năm 2024, Hà Lệ Diễm là thành viên giám khảo Liên hoan phim Châu Á Đà Nẵng.

## Tác phẩm
| Năm  | Tựa đề                    | Đạo diễn | Biên kịch         | Quay phim | Chú thích     |
| ---- | ------------------------- | -------- | ----------------- | --------- | ------------- |
| 2013 | Con đi trường học         | Có       |                   |           |               |
| 2021 | Những đứa trẻ trong sương | Có       |                   | Có        |               |
| 2024 | Thư gửi Mẹ                | Có       | cùng Lê Cẩm Nhung | Có        | [ 12 ] [ 13 ] |
| TBA  | Đường lên Phương Bắc      | Có       |                   |           | [ 14 ] [ 15 ] |

## Giải thưởng
| Năm  | Giải thưởng                               | Đề cử             | Hạng mục                      | Kết quả   | Nguồn         |
| ---- | ----------------------------------------- | ----------------- | ----------------------------- | --------- | ------------- |
| 2021 | Liên hoan phim tài liệu quốc tế Amsterdam | Đạo diễn xuất sắc | Giải quốc tế cho phim đầu tay | Đoạt giải | [ 16 ]        |
| 2023 | Liên hoan phim Việt Nam lần thứ 23        | Đạo diễn xuất sắc | Phim tài liệu                 | Đoạt giải | [ 17 ] [ 18 ] |

| Năm  | Giải thưởng                        | Tác phẩm                  | Hạng mục      | Kết quả              | Nguồn         |
| ---- | ---------------------------------- | ------------------------- | ------------- | -------------------- | ------------- |
| 2014 | Giải Cánh diều 2013                | Con đi trường học         | Phim ngắn     | Cánh diều Bạc        | [ 16 ]        |
| 2023 | Liên hoan phim Việt Nam lần thứ 23 | Những đứa trẻ trong sương | Phim tài liệu | Bông Sen Vàng        | [ 17 ]        |
| 2024 | LENScape                           | Thư gửi Mẹ                |               | Silvana S Film Award | [ 19 ] [ 20 ] |